# Agence nationale de développement de l'entrepreneuriat congolais
Vous êtes invité à donner votre avis sur cette page de discussion, de manière argumentée en vous aidant notamment des critères d’admissibilité ou en présentant des sources extérieures et sérieuses.  
Après avoir apposé le modèle {{Admissibilité}} sur une page, suivez les étapes expliquées sur Wikipédia:Débat d'admissibilité/Aide :
| 1. | Créez la page de débat d'admissibilité.                                                                      | Sauvegardez d’abord la page pour l’initialiser puis indiquez votre motivation.                                                          |
| 2. | Important : ajoutez une entrée dans la section Débat d'admissibilité du jour.                                | Utilisez ce texte : *{{L\|Agence nationale de développement de l'entrepreneuriat congolais}}                                            |
| 3. | Pensez à informer les contributeurs principaux de la page et les projets associés lorsque cela est possible. | Utilisez ce texte : {{subst:Avertissement débat d'admissibilité\|Agence nationale de développement de l'entrepreneuriat congolais}}~~~~ |

L'Agence nationale de développement de l'entrepreneuriat congolais « ANADEC » est un établissement public de la République démocratique du Congo (RDC), chargé de promouvoir et soutenir l'entrepreneuriat national.

## Mission et objectifs
Créée comme Office de promotion des PME congolaises par le décret-loi n°73-011 du 5 janvier 1973, la structure devient Agence nationale de développement de l'entrepreneuriat congolais par le Décret 21/02 du 02 Octobre 2021. Elle est placée sous la tutelle du ministère de l'entrepreneuriat, petites et moyennes entreprises (PME),.
La mission principale de l'ANADEC est de promouvoir l'entrepreneuriat à travers diverses initiatives,,,,, notamment :
- Information et formation : Fournir aux entrepreneurs des informations pertinentes et des formations théoriques et pratiques pour faciliter l'accès au financement et aux marchés, tant publics que privés[A 2].
- Accompagnement : Assister les entrepreneurs dans la création, la formalisation et le développement de leurs entreprises, en mettant l'accent sur les PME[A 3],[A 4],[A 5],[A 6],[7],[A 7],[8],[9].
- Incubation : Offrir des programmes d'incubation pour soutenir les startups et les projets innovants, en leur fournissant les ressources nécessaires pour maximiser leurs chances de réussite[A 8],[10],[11].
- Transition Numérique : Aider les entreprises à adopter des solutions numériques pour améliorer leur compétitivité et leur efficacité opérationnelle[A 9],[12].

## Valeurs et vision
L'ANADEC est guidée par des valeurs fondamentales telles que la solidarité, le professionnalisme et l'intégrité. Sa vision est de devenir une institution de référence dans l'encadrement des PME, contribuant ainsi à un entrepreneuriat congolais plus compétitif,.

## Réalisations notables
Depuis sa création, l'ANADEC a entrepris plusieurs initiatives pour dynamiser l'entrepreneuriat en RDC. Par exemple, en août 2024, l'agence a accompagné 200 aspirants entrepreneurs dans l'élaboration de leurs modèles économiques, fournissant des séances de coaching pour développer des plans d'affaires solides et faciliter la création de nouvelles entreprises.
L'ANADEC s'engage à soutenir les entrepreneurs congolais en leur fournissant les outils et l'accompagnement nécessaires pour réussir dans leurs initiatives et contribuer au développement économique du pays.